# Кърналово
Кърна̀лово е село в Югозападна България. То се намира в община Петрич, област Благоевград.

## География
Село Кърналово е разположено на 8 километра северно от общинския център Петрич в югоизточното подножие на планината Огражден в Петричката котловина. Климатът е преходносредиземноморски със зимен максимум и летен минимум на валежите и способства за развитието на ранното зеленчукопроизводство. Средната годишна валежна сума е около 700 милиметра. Край селото тече река Струмешница, която огражда землището му от юг. Съседни села са Старчево и Михнево. Недалеч от селото се намира местността Рупите.

## История
Според народно предание селото възниква в местността Наново (на около 4 километра северно от селото), но по-късно жителите му се преместват на днешното място. От старото село Наново са останали само руини. В същата местност са провеждани археологически разкопки, при които са намерени находки от римската епоха.
През Средновековието селото се премества на днешното си място. Центърът (площадът) на селото е бил в северната част на днешното село, в близост до църквата и училището. Кърналово се споменава в османски документи от края на XV век, 1570 и 1664 – 1665 година. Според данъчен регистър от 1570 година в селото живеят 160 християнски домакинства и 4 мюсюлмански.
През XIX век поминък на населението е земеделието, животновъдството, производството на сусамово масло (шарлаан), търговията с добитък и памук. През 1870 година е построена църквата „Свети Атанасий Александрийски“ (паметник на културата). През 1893 година в селото е открито българско начално училище от Георги Чапкънов.
В „Етнография на вилаетите Адрианопол, Монастир и Салоника“, издадена в Константинопол в 1878 година и отразяваща статистиката на населението от 1873 година, Кирново (Kirnovo) е посочено като село с 53 домакинства със 182 жители българи.
В 1891 година Георги Стрезов пише за селото:
| „ | Кърналово, чифлик на петричанина Хусни бей; до левия бряг на Струмица, 1 час от устието ѝ в Струма. Плодородно поле наоколо. От Петрич пада се на С 1 час. Къщи 50, българе. | “ |

Съгласно статистиката на Васил Кънчов („Македония. Етнография и статистика“) към 1900 година Кърналово е чисто българско село. В него живеят 700 българи-християни. Според статистиката на секретаря на Българската екзархия Димитър Мишев („La Macédoine et sa Population Chrétienne“) в 1905 година населението на Кърналово се състои от 704 българи екзархисти. В селото има 1 начално българско училище с 1 учител и 22 ученици.
Кърналово е освободено от османска власт по време на Балканската война през октомври 1912 година. По време на войната жители на селото се включват в четата и милициите на капитан Никола Парапанов. Седем души от Кърналово са доброволци в Македоно-одринското опълчение.

## Население

### Етнически състав
Преброяване на населението през 2011 г.
Численост и дял на етническите групи според преброяването на населението през 2011 г.:
|                     | Численост |
| Общо                | 1728      |
| Българи             | 1686      |
| Турци               | -         |
| Цигани              | -         |
| Други               | 10        |
| Не се самоопределят | -         |
| Неотговорили        | 31        |

## Религии
Жителите на Кърналово са българи източноправославни християни.

## Обществени институции
- Основно училище „Братя Миладинови“
- Читалище „Гоце Делчев“

## Културни и природни забележителности
- Храм „Свети Атанасий Александрийски“
- Местността „Кожуха“ – скален феномен, остатък от изгаснал вулкан в землището на Кърналово. През 1962 година е обявен за природна забележителност.[10] Местобитание на редки и застрашени растителни и животински видове.

## Редовни събития
- Традиционният събор на селото и храмов празник на местната църква се провежда ежегодно на 2 май (Летен Атанасовден). Празникът е известен. По време на тези борби са пристигали борци от цялата Отоманска империя. Борците са били разделяни в две категории: най-силните са се борили за „башо“, а другите, в по-слабата категория – за „орта“. Баш пехлинанина или победителя е получавал като награда овен, а в по-слабата категория получавал агне. Борбите са се провеждали на поляната над църквата, която носи името „Ридо“. От началото на 70-те години на миналия век, борбите се провеждат на новопостроения стадион на селото, съпроводени от фолклорна програма и народни хора.

## Личности
- Ангел Манолов, капитан на Беласица (Петрич), с негова помощ отборът постига най-доброто класиране в А група 6 място през сезон 2006.
- Костадин Паскалев (р. 1961), кмет на Благоевград, заместник министър-председател и министър на регионалното развитие и благоустройството, народен представител в XL народно събрание
- Славчо Панев, български свещеник и дарител
- Стоян Мравката, български революционер, активист в Спомагателната организация на ВМРО, районен началник на милицията в селата около Стурма[11]